# Marino

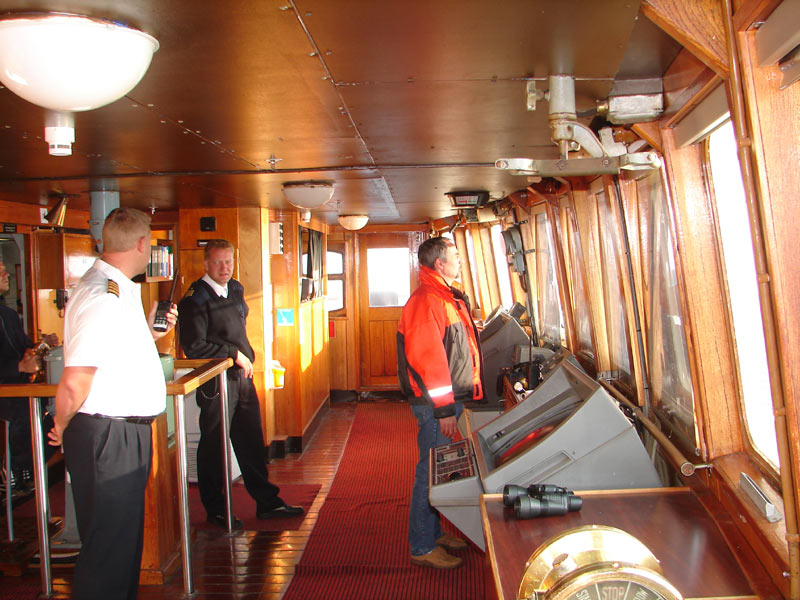
Marinos mercantes en un puente de mando (capitán, marinero y piloto).

Marino es la denominación genérica que reciben todos los miembros de la tripulación de un barco.
Incluye tanto a la Marina mercante, como a la Marina deportiva o de recreo, a la Marina de pesca y a la Marina de guerra.
Los marinos mercantes egresan de una universidad o centro superior de estudios como Ingeniero (náutico), marítimo y transporte (piloto) o Ingeniero marino (máquinas), además están los tripulantes de cubierta y máquina.
La denominación de estas funciones cambia con los países y, principalmente, con el tipo de buque.
- En los  buques tanque existe el bombero (encargado de las bombas y de atender todo el sistema de tuberías y válvulas de carga y descarga); en los buques frigoríficos hay un puesto de cabo o contramaestre de frío, etc.
- En las embarcaciones de menor porte o de recreo el equivalente a capitán es el título de patrón.
- Finalmente están los títulos que se otorgan a los capitanes con profundo conocimiento de una zona específica: práctico o piloto para cumplir funciones en buques de gran porte y baqueano para buques de porte menor.

Todos estos títulos, excepto los de práctico o baqueano, habilitan al marino mercante para ocupar cierto puesto «máximo» a bordo de un buque.
Por otro lado, cada vez más los buques tienen una actividad altamente eficiente, diurna y nocturna en los puertos de origen y destino. Con ello las estadías en puerto se han reducido y, durante ellas, las tareas a bordo son intensas e implican grandes responsabilidades. Algunos buques (quimiqueros y gaseros, por ejemplo) requieren que algunos tripulantes realicen cursos específicos que son financiados por las propias empresas armadoras o propietarias.
Actualmente lo más usual es que los buques tengan una «bandera de conveniencia», y frecuentemente los marinos deben obtener la equivalencia de sus títulos en los países que enarbolan dichas banderas (trámite que debe cumplir ciertos requisitos y se realizan en las respectivas embajadas). Esa equivalencia (en general los títulos de Liberia o Panamá son aceptados en todos los buques) les permite ejercer su profesión en la mayoría de los buques con bandera de conveniencia. De los 340 millones de toneladas en total que se transportan a nivel mundial (2008), un 70% corresponde a buques con banderas de conveniencia, esto es unos 240 millones de toneladas de mercancía. Estos buques son de tipo tramp, lo que significa que no tienen una línea fija sino que aceptan fletes desde cualquier lugar a cualquier otro en el mundo.
A bordo de tales buques hay oficiales y tripulantes de varias nacionalidades, y normalmente para las tareas habituales de a bordo se entienden en idioma inglés. Pese a la diferencia de nacionalidades, etnias y religiones, y a los varios meses de obligada convivencia, las relaciones a bordo son en general excelentes. Tal circunstancia ha dado lugar a variadas reflexiones políticas y sociológicas en todo el mundo.

## Marina militar

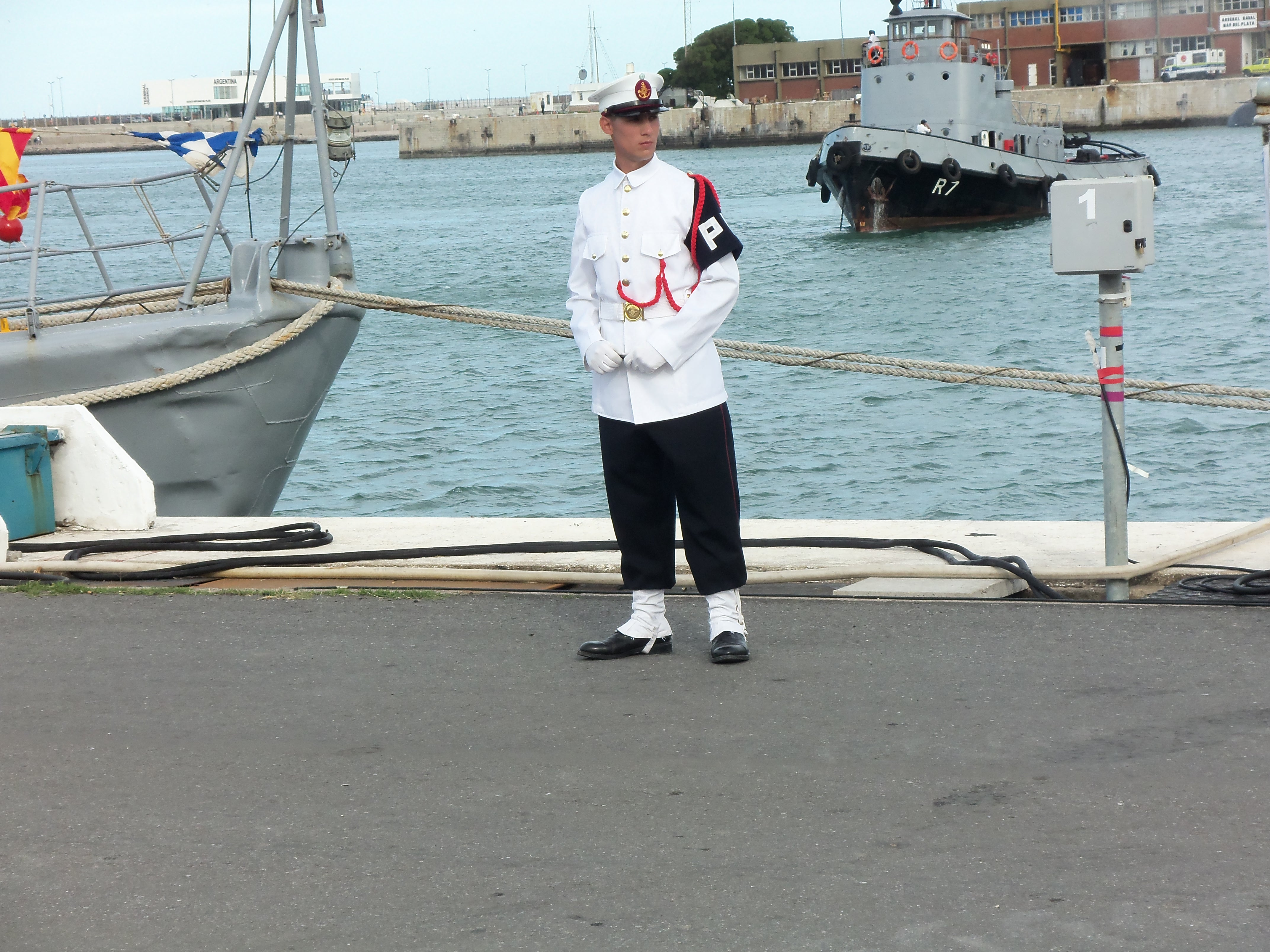
Efectivo de la Policía Naval de la Armada Argentina.

Los marinos militares pueden ser oficiales y subalternos o marineros y tropa (marinero, cabo, cabo primero o cabo mayor).

## España
En el Régimen Especial de la Seguridad Social de los Trabajadores del Mar (RETMA) quedarán comprendidos los trabajadores o asimilados,  se dediquen a la realización de alguna de las actividades marítimo-pesqueras enumeradas a continuación:
a) Trabajadores por cuenta ajena, retribuidos a salario o a la parte, empleados en cualquiera de las actividades siguientes:
1. Marina mercante.
2. Pesca marítima en cualquiera de sus modalidades.
3. Extracción de otros productos del mar.
4. Tráfico interior de puertos, embarcaciones deportivas y de recreo y practicaje.
5. Trabajos de carácter administrativo, técnico y subalterno de las Empresas dedicadas a las actividades anteriores.
6. Trabajo de estibadores portuarios.
7. Servicio auxiliar sanitario y de fonda y cocina prestado a los emigrantes españoles a bordo de las embarcaciones que los transportan.
8. Personal al servicio de las Cofradías de Pescadores, y sus Federaciones, y de las Cooperativas del Mar.
9. Cualquier otra actividad marítimo-pesquera, cuya inclusión en este Régimen sea determinada por el Ministerio de Trabajo, previo informe de las organizaciones sindicales.

b) Trabajadores por cuenta propia o autónomos que realicen de forma habitual, personal y directa alguna de las actividades que a continuación se enumeran, siempre que la misma constituya su medio fundamental de vida y concurran las demás circunstancias que reglamentariamente se determinen respecto a cada una de dichas actividades:
1. Los armadores de pequeñas embarcaciones que trabajen a bordo de ellas.
2. Los que se dediquen a la extracción de productos del mar.
3. Los rederos que no realicen sus faenas por cuenta de una empresa pesquera determinada.

Se presumirá que las anteriores actividades constituyen su medio fundamental de vida, a efectos de la inclusión en este Régimen Especial, siempre que de las mismas se obtengan ingresos para atender a sus propias necesidades o, en su caso, las de la unidad familiar, aun cuando con carácter ocasional o permanente realicen otros trabajos no específicamente marítimo-pesqueros determinantes o no de su inclusión en cualquier otro de los Regímenes del Sistema de la Seguridad Social.
El RETMA se encuentra regulado por el Decreto 2864/1974, de 30 de agosto.